# Amfibijska operacija
Amfibijska operacija (eng. amphibious operation), kombinirana napadna operacija pomorskih, mornaričko-desantnih, zrakoplovnih, raketnih i kopnenih snaga s mora i iz zraka protiv obale i otoka koje brani i kontrolira protivnik, radi zauzimanja desantne osnovice. U amfibijskoj operaciji se osnovne desantne snage (mornaričko-desantne i kopnene) prevoze morem i iskrcavaju na obalu. Po zauzimanju desantne osnovice amfibijska operacija prestaje, a nastavlja se operacija na kopnu.
Pojam amfibijska operacija koristi se pretežno u vojnostručnoj terminologiji zapadnih zemalja, a u stručnoj literaturi u bivšoj Jugoslaviji primjenjuje se često umjesto pojma pomorskodesantna operacija. 